# 獸娘的養育法
《獸娘的養育法》是SWEET&TEA在2018年9月28日發售的戀愛冒險類型成人遊戲，2019年10月11日發售中英文版。

## 故事
幸坂修司與加賀谷佳菜兩人來到山中打掃侍奉狼神的寺堂時候，無意間發現誤入陷阱的獸娘櫻庭伊呂波。修司在解救她後便將她帶回並且安置在家中照顧，但是卻從爺爺得知她似乎是10年前在山中離奇失蹤的女孩。

## 角色

### 主要角色
幸坂修司
本作的男主角，住在鄉村的學生，目前與爺爺和妹妹同住。
櫻庭伊呂波
身高：147cm，三圍：76/55/78，生日：11月1日，血型：O型
長著獸耳與尾巴的神秘少女，行為舉止還停留在幼童階段，擁有異於常人的回復力。
加賀谷佳菜
身高：155cm，三圍：86/58/85，生日：5月23日，血型：B型
修司的青梅竹馬和同學。喜歡修司，總是經常宣稱是他的女友。

### 其他角色
小番千尋（聲優：奏雨）
修司的同學，佳菜的朋友。
幸坂小鳥
修司的妹妹。
木坂愛鈴（聲優：櫻川未央）
修司所就讀學校的保建老師。

## 主題曲
片頭曲「Happy Beat!」
作詞：，作曲、編曲：橋咲透，主唱：

## 外部連結
- 官方網站 （页面存档备份，存于）（日語）